# Малый Утлюг (Мелитопольский район)
Малый Утлюг (укр. Малий Утлюг) — посёлок,
Новгородковский сельский совет,
Мелитопольский район,
Запорожская область,
Украина.
Код КОАТУУ — 2323081605. Население по переписи 2001 года составляло 181 человек.

## Географическое положение
Посёлок Малый Утлюг находится у истоков реки Малый Утлюк,
ниже по течению на расстоянии в 4 км расположен посёлок Степное.

## История
- 1929 год — дата основания.